# Harald Haas
Harald Haas, född 1968 in Neustadt an der Aisch i Tyskland, är en tysk forskare i datakommunikation.
Harald Haas utbildade sig till diplomingenjör i Tyskland och disputerade inom "Interference analysis of and dynamic channel assignment algorithms in CDMA/TDD systems" på Edinburghs universitet i Storbritannien 2000. Han har varit forskningsingenjör på Siemens AG 1999–2008.  
Han är numera professor för mobil kommunikation på School of Engineering på Edinburghs universitet samt undervisar på Jacobs University Bremen i Tyskland. Hans specialistområde är dataöverföring via ljus, Li-Fi.